# Повіт Адаті (Фукусіма)
Пові́т Ада́ті (яп. 安達郡, あだちぐん, МФА: [adat͡ɕi guɴ]) — повіт в префектурі Фукусіма, Японія. 